# 1961-es dél-afrikai általános választás
1961. október 18-án általános választásokat tartottak Dél-Afrikában. Ez volt az első általános választás, miután Dél-Afrika az 1960-as népszavazást követően köztársasággá vált. A Hendrik Frensch Verwoerd vezette Nemzeti Párt (NP) megnövelte többségét a Népgyűlésben.
A Nemzeti Unió  – amelyet J. D. du P. Basson és Henry Allan Fagan volt főbíró vezetett, az Egyesült Párttal (VP) szövetségben – hivatalos álláspont alapján „hídként” jött létre az elégedetlen Nemzeti Párt-szavazók és az ellenzéki Egyesült Párt között. Miután ez a "hídpróbálkozás" megbukott, a Nemzeti Unió beolvadt a VP-be.
Ez volt az Egyesült Pártból 1959-ben kivált liberális Progresszív Párt első általános választási megjelenése is. Az új párt egy képviselőt juttathatott be a parlamentbe Helen Suzman személyében.

## Eredmények
| Párt     | Párt                                    | Szavazatok | %      | Mandátumok |
| -------- | --------------------------------------- | ---------- | ------ | ---------- |
|          | Nemzeti Párt (NP)                       | 370 395    | 46,11  | 105        |
|          | Egyesült Párt (VP)                      | 288 217    | 35,88  | 49         |
|          | Progresszív Párt (PP)                   | 69 045     | 8,60   | 1          |
|          | Nemzeti Unió (NU)                       | 50 279     | 6,26   | 1          |
|          | Konzervatív Munkásunió                  | 8 544      | 1,07   | 0          |
|          | Délnyugat-afrikai Egyesült Párt (SWAVP) | 6 856      | 0,86   | 0          |
|          | Független Republikánus Párt             | 2 903      | 0,36   | 0          |
|          | Dél-afrikai Munkáspárt (SAAP)           | 2 461      | 0,31   | 0          |
|          | Függetlenek                             | 5 707      | 0,72   | 0          |
|          | Kevert képviselet                       |            |        | 4          |
| Összesen | Összesen                                | 797 561    | 100,00 | 160        |

## Fordítás
Ez a szócikk részben vagy egészben  a(z)   1961 South African general election című angol Wikipédia-szócikk ezen változatának fordításán alapul.  Az eredeti cikk szerkesztőit annak laptörténete sorolja fel. Ez a jelzés csupán a megfogalmazás eredetét és a szerzői jogokat jelzi, nem szolgál a cikkben szereplő információk forrásmegjelöléseként.